# Castelo de Duffield
O Castelo de Duffield ficava na planície de inundação do rio Derwent, na freguesia de North Duffield, no condado inglês de North Yorkshire. Foi documentado pela primeira vez em 1320. O Castelo de Duffield era propriedade de John Hussey, 1º Barão Hussey de Sleaford, que foi executado em 1537. Não se sabe quando o castelo foi demolido, mas tudo o que resta actualmente são os trabalhos de movimentações de terra que marcam a posição do monte e valas. Posteriormente, foi construída uma casa de fazenda no local.